# Tor Sapienza
Tor Sapienza è l'ottava zona di Roma nell'Agro romano, indicata con Z. VIII.
Il toponimo indica anche la zona urbanistica 7C del Municipio Roma V.

## Geografia fisica

### Territorio
Si trova nell'area est del comune, a ridosso ed internamente al Grande Raccordo Anulare, tra la via Prenestina e il tratto urbano dell'autostrada A24.
Il territorio è idealmente diviso in quattro quadranti separati a croce da nord a sud dalla omonima via di Tor Sapienza e da ovest a est dalla via Collatina.
La zona confina:
- a nord con la zona Z. VII Tor Cervara[1]
- a est con la zona Z. IX Acqua Vergine[2]
- a sud con la zona Z. XII Torre Spaccata[3] ed il quartiere Q. XXIII Alessandrino[4]
- a ovest con il quartiere Q. XXII Collatino[5]

La zona urbanistica confina:
- a nord con la zona urbanistica 5F Tor Cervara
- a est con le zone urbanistiche 7D La Rustica e 7H Omo
- a sud con la zona urbanistica 7E Tor Tre Teste
- a ovest con le zone urbanistiche 7B Alessandrina e 5D Tiburtino Sud

## Storia
Nel XIII secolo, tra la via Collatina e la via Prenestina sorse una torre quadrata in laterizio, con stipiti in travertino e merlata. Il secolo successivo, la storica famiglia Boccamazzi vi costruì il casale Bucchamatiis. Questo fu successivamente venduto all'Ospedale Santo Spirito.

Il 15 agosto 1457 fu, quindi, acquistato dal cardinale Domenico Pantagati detto Capranica, che lo affidò agli studenti perugini del Collegio di San Girolamo. Questi lo rinominarono in "Sapienza nuova".
Da ciò la torre del casale fu rinominata in "Tor Sapienza".
L'attuale nucleo urbano si formò negli anni venti, ad opera di un ferroviere molisano antifascista, Michele Testa, che creò la "Cooperativa Tor Sapienza dell'Agro Romano", realizzando prima 25 abitazioni economiche, quindi un altro centinaio.

Il 20 maggio 1923 fu inaugurata la borgata di Tor Sapienza, costruita regolarmente ed attrezzata di una scuola, una farmacia ed una condotta medica.
Durante la seconda guerra mondiale la torre fu utilizzata dall'esercito tedesco come deposito di munizioni. Al momento della ritirata il deposito di munizioni fu fatto brillare e questo causò il crollo totale dell'alta torre centrale. Questa esplosione causò inoltre l'inagibilità di numerose gallerie che si trovavano sotto ed intorno alla torre.

Alla fine degli anni novanta il nuovo proprietario della torre, sotto la supervisione dell'Accademia di belle arti, ha eseguito una profonda ristrutturazione della cinta esterna della torre riportandola al suo splendore originale. La ristrutturazione ha comportato l'eliminazione totale dei merli quadrati in cima alle mura.

Da via Francesco Paolo Michetti oggi è possibile ammirare la bellezza delle imponenti mura rivestite nella parte inferiore (parte verticale) con pezzi di pietra lavica e la parte superiore (parte inclinata) con pezzi di travertino. L'interno, ristrutturato per ospitare un locale commerciale, è realizzato in architettura moderna con copertura in vetro.

## Monumenti e luoghi d'interesse

### Architetture civili
- Tor Sapienza, su via Francesco Paolo Michetti. Torre del XIII secolo. 41.901167°N 12.592317°E
- Tor Tre Teste, su via Prenestina. Torre del XIII secolo.
- Casale della tenuta di Tor Sapienza, su via Marcello Boglione. Casale del XV secolo. 41.90104°N 12.606784°E
- Casale con torre Bocca di Leone, su via di Monte Buccalione. Casale e torre ghibellina del XVII secolo.[7] 41.90813°N 12.575419°E
  - Casale vaccheria Bocca di Leone, su via della Martora. Casale di inizio XX secolo.[7] 41.909011°N 12.58027°E
- Fontanile di Benedetto XIV presso l'Acquedotto Vergine, su via Collatina Vecchia. Fontanile del XVIII secolo (1753).[8][9] 41.903868°N 12.574816°E
- Casale Rosso, su viale Franco Angeli. Casale del XIX secolo. 41.896573°N 12.578828°E

### Architetture religiose

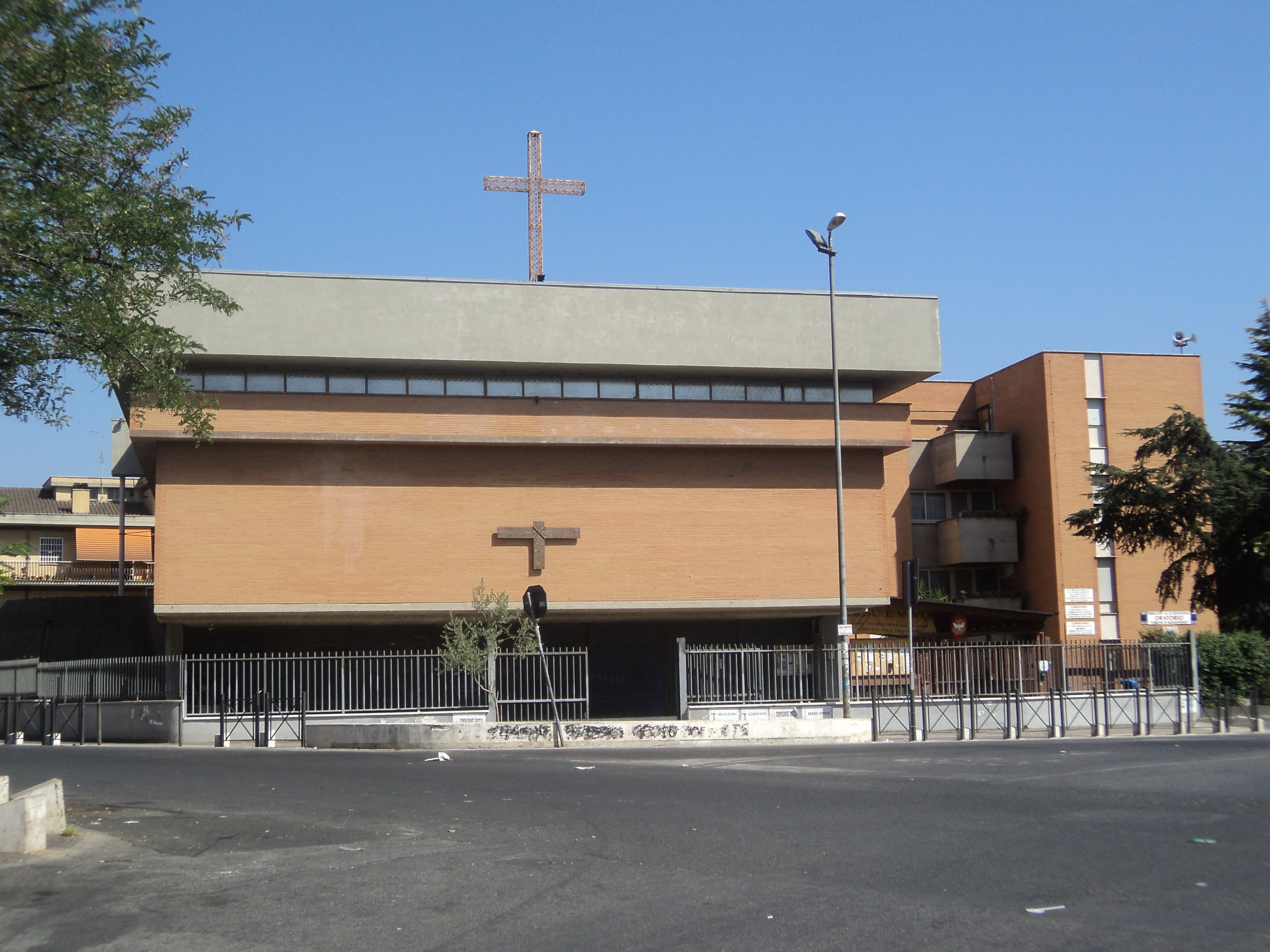
Chiesa di Nostra Signora di Czestochowa

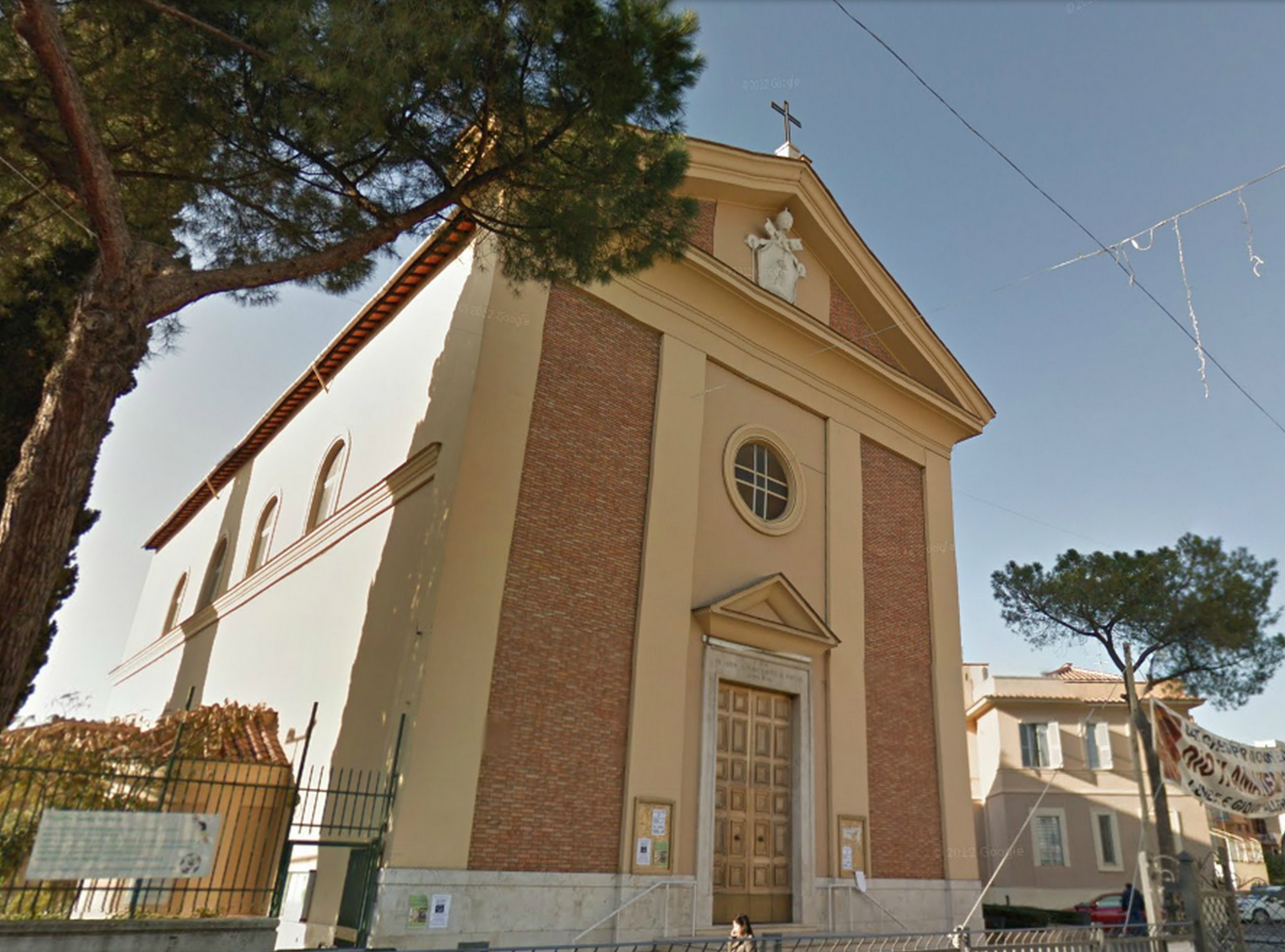
Chiesa di San Vincenzo de' Paoli

- Chiesa di Sant'Anna a Tor Tre Teste, su via Prenestina sotto la torre. Cappella del XVII secolo.
- Chiesa di San Vincenzo de' Paoli, su via di Tor Sapienza. Chiesa del XX secolo.

Progetto dell'architetto Carlo Lepri. Sede della parrocchia di Santa Maria Immacolata e San Vincenzo de' Paoli, eretta il 26 maggio 1912 con decreto del cardinale vicario Pietro Respighi.
- Chiesa di Nostra Signora di Czestochowa, sul largo Augusto Corelli. Chiesa del XX secolo (1971).
- Chiesa di San Cirillo Alessandrino, su viale Giorgio Morandi. Chiesa del XXI secolo (2012).

Progetto dell'architetto Gioacchino Campini. Parrocchia eretta il 23 marzo 1963 con il decreto del cardinale vicario Clemente Micara "Summus antistes". La chiesa è stata consacrata dal cardinale Agostino Vallini il 30 settembre 2012.

### Architetture scolastiche
- Istituto Comprensivo "Piazza De Cupis", su piazza Cesare De Cupis. L'istituto comprende tre plessi:
  - Plesso Gioacchino Gesmundo (scuola primaria), su piazza Cesare De Cupis. Edificio del XX secolo (1938).
  - Plesso Marco Pizzicaroli (scuola primaria), su via Luigi Appiani. Edificio del XX secolo. 41.901801°N 12.586202°E
  - Plesso Salvo D'Acquisto (scuola secondaria), su via Collatina. Edificio del XX secolo. 41.903769°N 12.592292°E
- Istituto Tecnico Industriale Statale Giovanni XXIII, su via di Tor Sapienza. Edificio del XX secolo. 41.897242°N 12.591089°E

### Architetture militari
- Comprensorio militare polmanteo (Polo di mantenimento dei mezzi di telecomunicazione elettronici e optoelettronici), su via Prenestina. Comprensorio del XX secolo. 41.894019°N 12.599258°E

Già caserma 8° cerimant (CEntro RIfornimenti e MANTenimento).

### Siti archeologici
- Sepolcreto di Casa Rossa, su via Prenestina. Sepolcro del II secolo. 41.893891°N 12.584321°E

Grande sepolcreto suddiviso in vani, su due livelli, con un tratto di strada lastricata perfettamente conservato, diverticolo dell'antica via Prenestina.
- Sepolcro sulla via Prenestina. Sepolcro del periodo imperiale. 41.893882°N 12.59376°E

### Archeologia industriale
- Ex salumificio Fiorucci, su via Prenestina. Edificio del XX secolo. 41.894116°N 12.595598°E

### Altro

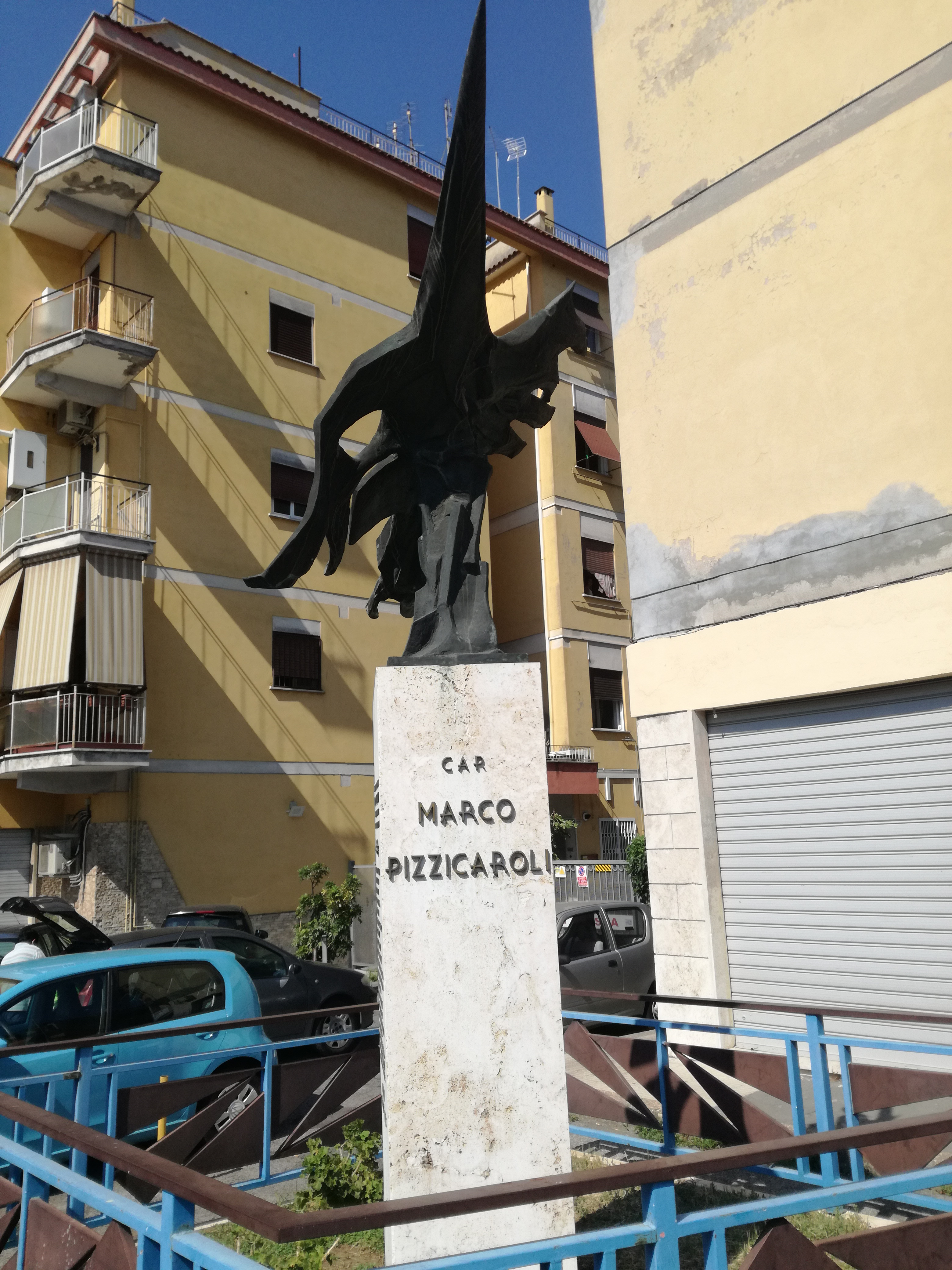
Vista anteriore del monumento a Marco Pizzicaroli

- Monumento al capitano Marco Pizzicaroli, su via degli Armenti, altezza piazza Giuseppe Raggio. 41.904842°N 12.588023°E

Pizzicaroli nacque nella borgata Tor Sapienza il 19 settembre 1957. Il 2 luglio 1982 a Salizzole (VR), durante un volo di addestramento su un F-104, il motore dell'aereo si spense all'improvviso. Pizzicaroli, vedendo che l'aereo sarebbe caduto su delle abitazioni, ritardò l'espulsione del seggiolino deviando l'aereo verso un'area disabitata. Attivò l'espulsione troppo tardi, schiantandosi contro degli alberi. Gli fu concessa la medaglia d'oro al valor civile alla memoria.

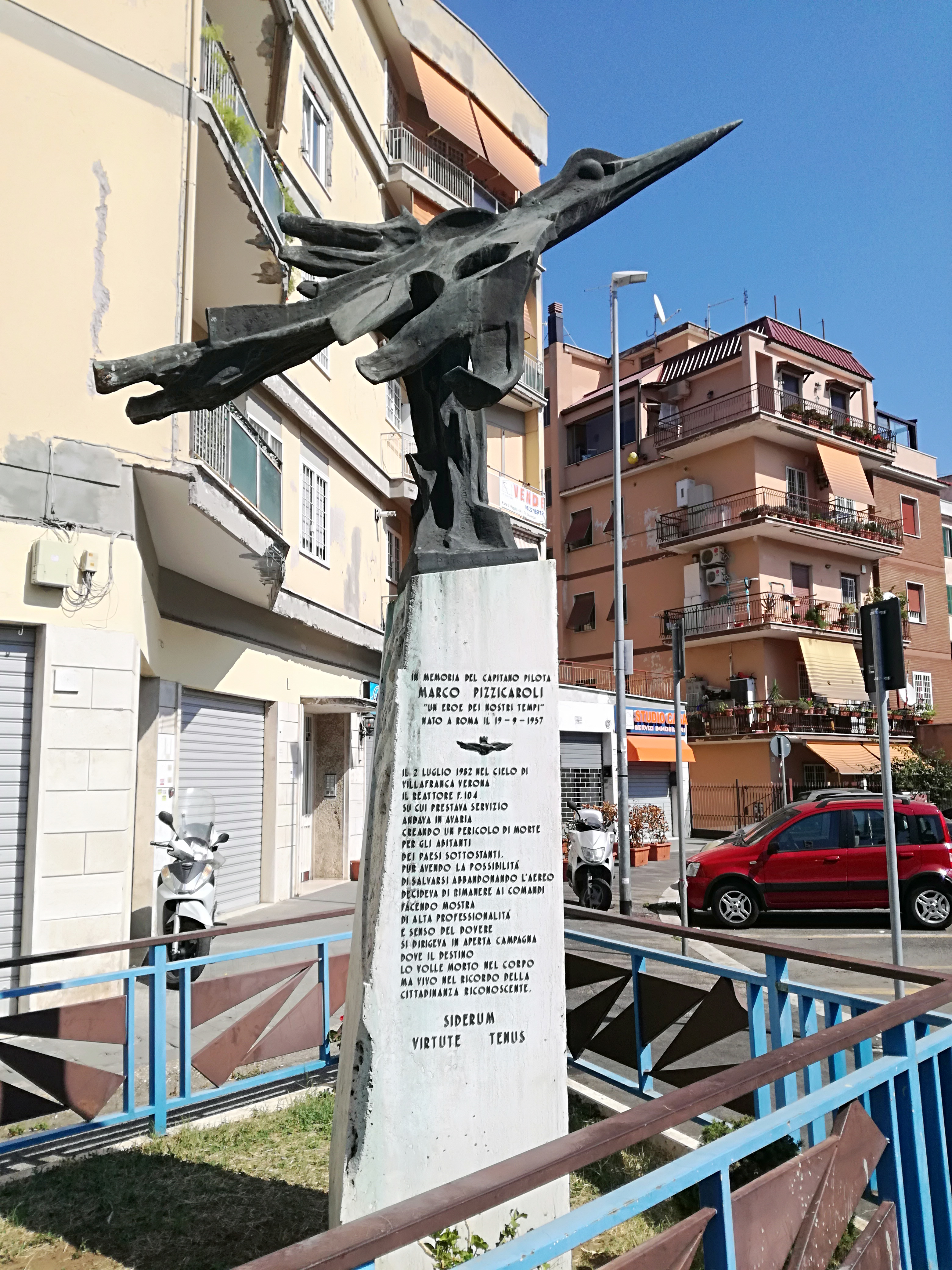
Vista laterale del monumento a Marco Pizzicaroli

### Aree naturali
- Parco Caduti di Marcinelle, da via Galatea e via Casalbordino. 41.912642°N 12.613964°E
- Parco Fabio Montagna, da via della Rustica e via Virgilio Guidi. 41.910348°N 12.601253°E
- Parco di Tor Sapienza, da via di Tor Sapienza. 41.89809°N 12.589563°E

## Cultura

### Biblioteche
- Giano Public History APS, già Associazione Culturale Biblioteca Lorenzo Lodi, su via di Tor Sapienza.

Si trova all'interno dell'ITIS Giovanni XXIII.

### Musei
- Archivio Storico e Museo Birra Peroni, su via Renato Birolli. 41.903965°N 12.597996°E

Si trovano all'interno dell'attuale Stabilimento Birra Peroni di Roma, su una superficie totale di 500 m².
- MAAM - Museo dell'Altro e dell'Altrove di Metropoliz_città meticcia, su via Prenestina. 41.893958°N 12.595558°E

Ricavato negli edifici dell'ex salumificio Fiorucci.

## Geografia antropica

### Urbanistica
Nel territorio di Tor Sapienza, oltre l'omonima zona urbanistica 7C, si estendono l'intera zona urbanistica 7D La Rustica, i settori nord delle zone urbanistiche 7B Alessandrina, dove insistono i piani di zona B34 Casale Rosso e B46 Casale Rosso 2, 7H Omo, dove insiste il piano di zona C24 Via Longoni e, infine, il settore sud-est della zona 5D Tiburtino Sud.

### Odonimia
La maggior parte delle strade della zona sono dedicate ad artisti (essenzialmente pittori) italiani e a missionari. Sono presenti anche alcune vie a tema entomologico e zoologico e altre che prendono il nome da personaggi dell'Eneide e delle Egloghe virgiliane, nonché da antiche famiglie o da altre figure.

## Infrastrutture e trasporti
|  | È raggiungibile dalle stazioni di Palmiro Togliatti, Tor Sapienza, La Rustica Città e La Rustica U.I.R.. |

## Sport

### Calcio
- APD Nuova Tor Sapienza;
- Pro Calcio Tor Sapienza, militante in Promozione;
- ASD Tor Sapienza, militante in Allievi Regionali;
- Borgata FC, militante in Terza Categoria.

### Pallavolo
- SSD Pallavolo Tor Sapienza[14] che dal 1969 si occupa della crescita dei ragazzi e delle ragazze del proprio vivaio. Nel 2011, in collaborazione con il consorzio dell'ASD Roma Centro Volley, nasce il Volley Friends[15], un progetto, diventata vera e propria società, con lo scopo di far crescere, nel territorio della provincia di Roma, una nuova realtà giovanile (femminile) nel panorama dell'Eccellenza Regionale. Attualmente la categoria maggiore della Pallavolo Tor Sapienza è la B maschile e la B2 femminile, mentre per il Volley Friends è la serie B1.

### Football americano
- Gladiatori Roma.